# Emil Adolph Rossmässler
Emil Adolph Rossmässler (Emil Adolf Roßmäßler, Emil Adolph Roßmäßler) (3 de marzo de 1806 - 8 de abril de 1867) fue un botánico y malacólogo alemán, registrado en IPNI como descubridor de nuevas especies.

## Biografía
Desde 1825 estudió medicina en la Universidad de Leipzig y luego teología. En 1827, fue maestro, e involucrado en la recolección de especies de plantas y de la fauna. En 1830 asumió el cargo de profesor de zoología en la academia agrícola De Tharandt.
En 1854 publicó Reise-Erinnerungen aus Spanien, en el que narra un viaje suyo por el sureste de España llevado a cabo el año anterior. Ha sido considerado uno de los alemanes que más se preocupó por popularizar la ciencia a mediados del siglo xix.

## Algunas publicaciones
- 1930. «Beitrag zur Kenntniss d. Flora Hill & Knowlton

- 1931. Lipsiaenses Plantae, weidanae et tharandtinae »

- 1832 - Systematische Übersicht des Tierreiches

- 1835–1839 - Iconographie der Land- und Süßwassermollusken (3 vols.)

- - 1835-1837 - Iconographie der Land- und Süßwasser-Mollusken, mit vorzüglicher Berücksichtigung der europäischen noch nicht abgebildeten Arten. Vol 1. - (1): [1], I-VI [= 1-6], 1-132, [1-2] (2): [1-2], 1-26 (3): [1-3], 1-3
  - 1838-1844 - Iconographie der Land- und Süßwassermollusken, mit vorzüglicher Berücksichtigung der europäischen noch nicht abgebildeten Arten. Vol 2. iv + 44 pp. iv + 46 pp. iv + 15 pp.), (4+37 pp.), Taf. 31-60. Dresde, Leipzig. (Arnold).
  - 1854-1859 - Iconographie der Land- und Süsswassermollusken Europa's, mit vorzüglicher Berücksichtigung kritischer und noch nicht abgebildeter Arten. Volume 3. - pp. I-VIII, 1-39, I-VIII, 1-77, [1], I-VIII, 1-140, Taf. 61-90. Leipzig.

- 1847 - Helix ligata Müll. Eine kritische Bemerkung. - Zeitschrift für Malakozoologie 4: 161-164. Cassel.

- 1853 - Kurzer Bericht über meine malakozoologische Reise durch einen Theil des südöstlichen Spanien. - Zeitschrift für Malakozoologie 10 (11): 161-171. Cassel.

- 1857 - Diagnoses novorum Heliceorum. - Malakozoologische Blätter 4: 38-41. Cassel.

- 1858 - Auerswald, Bernhard A. & Roßmäßler, Emil Adolph: Botanische Unterhaltungen zum Verständniß der heimathlichen Flora. Leipzig, Hermann Mendelssohn.

- 1908 - Flora im Winterkleide

- 2010. Recuerdos de un viajero por España. Ed. y tradujo Irene Prüfer Leske. Edición ilustr. de CSIC Press, 478 pp. ISBN 400091795, ISBN 9788400091798
- La abreviatura «Rossm.» se emplea para indicar a Emil Adolph Rossmässler como autoridad en la descripción y clasificación científica de los vegetales.[4]

## Abreviatura (zoología)
La abreviatura Rossmassler  se emplea para indicar a Emil Adolph Rossmässler como autoridad en la descripción y taxonomía en zoología.